# 堀内敬子
堀内 敬子（ほりうち けいこ、1971年〈昭和46年〉5月27日 - ）は、日本の女優。東京都府中市出身。所属事務所はキューブ。元劇団四季団員。

## 略歴

### 生い立ち
7歳からクラシックバレエを習う。運動神経が良く、中学時代はバスケットボールでゲームキャプテンとして活躍し、全国大会にも出場した。バスケット選手として高校へ推薦入学も可能であったが、小柄だったために断念し、母親の勧めで関東国際高校演劇科に進学した。

### 劇団四季時代
高校卒業後の1990年に、劇団四季附属研究所入所。1991年に『ミュージカル李香蘭』で初舞台（アンサンブル）を踏む。
在籍中は『キャッツ』、『美女と野獣』、『ウエストサイド物語』、『夢から醒めた夢』、『エビータ』、など数々のミュージカル作品でヒロインをつとめた。入団間もなく大抜擢（）された『アスペクツ・オブ・ラブ』のジェニー役が初めてのメインキャストであり、四季在籍中の最後の舞台も同じジェニー役であった。また、1995年5月8日に、ディズニーの責任者も加わり『美女と野獣』公演のためのオーディションが行われ、堀内は10歳年上の四季看板女優野村玲子と共に初代ベルとなった。『美女と野獣』は1995年11月24日よりロングラン公演が開始され、堀内は1997年までベルを演じた。1999年4月15日、ニューヨーク・ブロードウェイで世界各国の『美女と野獣』のヒロインが集まって開催された「美女と野獣 5周年記念特別公演」では、日本から堀内が出演し、"ホーム"とフィナーレの"美女と野獣"のシーンに登場した。1996年の『エビータ』でも堀内は、野村玲子とのWキャストでヒロインを務めた。

### 劇団四季退団後
1999年に劇団四季を退団後も、『レ・ミゼラブル』、『屋根の上のバイオリン弾き』、『12人の優しい日本人』、『コンフィダント・絆』、『ガールフレンズ』など数々の芝居やミュージカルの舞台に出演するほか、『THE 有頂天ホテル』などの映画や、『サラリーマンNEO』、 『CHANGE』などテレビにも出演する。また、松任谷由実苗場ライブにも参加している。
ただ、四季退団後必ずしも常に順風であったわけではなく、特に2003年 - 2004年頃はやや活動が少なく、堀内本人は「引っ込み思案で人見知りするタイプ」のためと言っており、マネージャーからも「押しが足りないから仕事がない」と言われていた。しかし、2004年9月に『I LOVE YOU 愛の果ては?』での演技を、たまたま観劇した三谷幸喜に高く評価されて、三谷の舞台『12人の優しい日本人』で最後までキャストが決定していなかった「キーパーソンのおばさん」役に、初対面ながらその場で出演依頼された。その後多くの三谷作品に参加しており、それと共に、舞台だけでなくテレビ・映画への出演も増えている。
その演技力の高さから、役の人格が憑依（）したかのように完全にその役に成りきってしまう「憑依型女優」と三谷に表現されている。演技力を示す逸話として、『THE 有頂天ホテル』ではハナ（松たか子）の後輩の若い客室係を演じたが、一方同時期の舞台『12人の優しい日本人』で上述のように「おばさん」を演じ、それが本当におばさんにしか見えず、年配の女優と勘違いされた。後に仕事で関わる松任谷正隆も『12人の優しい日本人』を観て「おばさんだと思っていた」と発言している。
2007年度に、第33回菊田一夫演劇賞（『コンフィダント・絆』のルイーズ、『恐れを知らぬ川上音二郎一座』の伊東カメの役の演技に対して）及び、第15回読売演劇大賞優秀女優賞（『コンフィダント・絆』の演技により）を受賞した。堀内は『コンフィダント・絆』で「キュートなコメディエンヌぶりを発揮」し、「才能を開花させた」と評価された。
私生活についてはほとんど公表されることはないが、43才で妊娠・出産したことを明らかにしている。

## 出演

### 舞台

#### 劇団四季
- ミュージカル李香蘭（1991年）
- キャッツ（1991年 - 1993年・1995年） - シラバブ 役
- ジーザス・クライスト=スーパースター（1991年）
- アスペクツ・オブ・ラブ（1992年・1998年・1999年） - ジェニー・ディリンガム 役
- 九郎衛門（1992年） - おミヨ 役
- ジョン万次郎の夢（1992年） - ギン 役
- 永遠の処女・テッサ（1992年） - 主演・テレサ・サンガー（テッサ） / ポリーナ・サンガー 役
- コーラスライン（1993年） - マギー、ヴァル 役
- 夢から醒めた夢（1993年・1994年・1997年・1998年） - 主演・マコ 役
- ウエストサイド物語（1994年 - 1995年） - 主演・マリア 役
- ドリーミング（1994年・1996年） - 猫のチレット 役
- 美女と野獣（1995年 - 1997年） - 主演・ベル 役
- エビータ（1996年） - 主演・エビータ 役
- キャッツ（1997年 - 1998年） - ジェリーロラム=グリドルボーン 役
- ユタと不思議な仲間たち - 小夜子 役

#### 退団後
- レ・ミゼラブル（2000年12月 - 2001年2月） - コゼット 役
- 屋根の上のバイオリン弾き（2001年5月 - 6月） - ホーデル 役
- ゴッドスペル（2001年12月、2005年9月 - 10月）
- パナマ・ハッティ（2002年） - リーラ・テゥリー 役
- フォーティンブラス（2002年） - オフィーリア 役
- スヌーピー!ザ・ミュージカル（2002年8月 - 9月） - サリー 役
- ジャック・ブレルは今日もパリに生きて歌っている（2002年10月・2003年1月）
- I LOVE YOU 愛の果ては?（2003年9月 - 10月・2004年8月 - 10月）
- タック（2005年1月） - ミュー 役
- OHダディー（2005年3月・2006年2月 - 3月） - ビアンカ 役
- LOVE LETTERS（2005年4月2日・2006年8月1日（再演））
- 最悪な人生のためのガイドブック（2005年5月 - 6月） - キヨッペ 役
- タナボタ企画「NOTHING BUT JAPANESE〜魅せられて日本〜」（2005年6月25日 - 30日）
- 12人の優しい日本人（東京：2005年11月30日 - 12月30日、大阪：2006年1月6日 - 1月29日） - 審員10号 役
- ゴルフ・ザ・ミュージカル〜ゴルフなんて大嫌い!（2006年10月 - 11月） - サカシタちゃん 役
- ユーミンソング・ミュージカル ガールフレンズ（2006年12月） - 主演・真理子 役
- song & dance ハムレット（2007年2月） - オフィーリア 役
- コンフィダント・絆（2007年4月 - 5月） - ルイーズ 役
- ザ・ヒットパレード〜ショウと私を愛した夫〜（2007年） - ザ・ピーナッツ 妹・伊藤 月子 役
- 恐れを知らぬ川上音二郎一座（2007年） - 伊東カメ 役
- ガールフレンズ再演（ユーミンソング・ミュージカル 2008年1月 - 2月） - 主演・真理子 役
- TALK LIKE SINGING（ニューヨーク：2009年11月13日 - 22日、東京：2010年1月23日 - 3月7日） - 心理言語学者ニモイ博士 役
- W 〜ダブル（2010年8月 - 9月） - ルイーズ 役
- ミュージカル Bitter days,Sweet nights（2012年8月2日 - 11日） - 島田ヤヨイ 役
- パレード（2017年5月 - 6月、2021年1月-2月）
- マニアック（2019年1月19日 - 29日、森ノ宮ピロティホール、2月5日 - 27日、新国立劇場 中劇場） - 甘木 役
- ブラッド・ブラザーズ（2022年3月21日 - 4月24日、東京国際フォーラム、梅田芸術劇場シアター・ドラマシティ ほか） - ジョンストン夫人 役
- 骨と軽蔑（2024年2月23日 - 4月7日、シアタークリエ ほか）[11]

### テレビドラマ
- おとうさん 第3話・第7話（2002年10月27日・11月24日、TBS）
- 女神の恋 第1話（2003年5月19日、NHK総合）
- 富豪刑事デラックス 第7話（2006年6月2日、朝日放送 / テレビ朝日） - 中村真由美 役
- 月曜ゴールデン ご近所探偵 五月野さつき1（2007年4月23日、TBS） - 三原葉音子 役
- ホレゆけ!スタア☆大作戦〜まりもみ一触即発!〜 第9話（2008年1月5日、BS日テレ） - 堀内敬子 役
- CHANGE（2008年5月12日 - 7月14日、フジテレビ） - 月丘瑠美子 役
- 33分探偵 第5話（2008年8月30日、フジテレビ） - 前島慶子 役
- ザ・クイズショウ season1 Episode6（2008年9月6日 - 13日、日本テレビ） - 牧村涼子 役
- ウォーキン☆バタフライ 第11話（2008年9月19日、テレビ東京） - 藤代敦子 役
- 夢をかなえるゾウ 「女の幸せ篇」 第2話 - 第3話（2008年10月9日 - 16日、読売テレビ） - マリー・アントワネット 役
- 第15回BS永遠の音楽大全集「クラリネットをこわしちゃった」歌唱（2008年10月25日、NHK BS2）
- メイちゃんの執事（2009年1月13日 - 3月17日、フジテレビ） - シスター・ローズ 役
- おちゃべり（2009年3月2日 - 27日、毎日放送） - 中村美里 役
- いいんだぜ! イケ麺そば屋探偵 season1（2009年4月4日 - 6月27日、日本テレビ） - 樋口イタ子 役
  - いいんだぜ! イケ麺そば屋探偵 season2（2009年7月4日 - 9月26日）
- 恋して悪魔〜ヴァンパイア☆ボーイ〜（2009年7月7日 - 9月8日、関西テレビ） - 三浦敦子 役
- SOIL（2010年3月6日 - 4月24日、WOWOW） - 宮原早苗 役
- 毒トマト殺人事件（2010年7月1日、テレビ朝日） - 堀内敬子 役
- 新 警視庁捜査一課9係 season2 第5話（2010年7月28日、テレビ朝日） - 藤並京子 役
- 連続テレビ小説（NHK総合）
  - ゲゲゲの女房 第20週 - 第23週（2010年8月9日 - 30日） - 畑野先生 役
  - マッサン 第20週（2015年2月16日 - 21日） - 中村美紀 役
  - エール （2020年3月30日 - 11月27日） - 菊池昌子（藤堂昌子）役
- ホタルノヒカリ2 第8話（2010年8月25日、日本テレビ） - 雨宮アゲハ 役
- 秘密（2010年10月15日 - 12月10日、テレビ朝日） - 梶川征子 役
- 99年の愛〜JAPANESE AMERICANS〜（2010年11月3日 - 11月7日、TBS） - 太田景子 役
- おじいちゃんは25歳 第7話（2010年11月24日、TBS）
- スクール!!（2011年1月16日 - 3月20日、フジテレビ） - 吉村百合子 役
- 相棒 相棒 season9 第16話「監察対象 杉下右京」（2011年2月23日、テレビ朝日） - 仁木田栞 役
- 桜からの手紙〜AKB48 それぞれの卒業物語〜 第9 - 最終話（2011年3月1日 - 6日、日本テレビ） - 高橋晶子 役
- 京都地検の女 season7 第1話（2011年7月7日、テレビ朝日） - 桂陽子 役
- 絶対零度〜未解決事件特命捜査〜 special（2011年7月8日、フジテレビ） - 畑山昭子 役
  - 絶対零度〜特殊犯罪潜入捜査〜（2011年7月12日 - 9月21日）
- ジウ 警視庁特殊犯捜査係 第1・3・4話（2011年7月29日・8月12日・19日、テレビ朝日） - 田辺春子 役
- HUNTER ハンター〜その女たち、賞金稼ぎ〜（2011年10月11日 - 12月13日、関西テレビ） - 和久井和美 役
- 似顔絵捜査官001号（2012年3月11日、NHK BSプレミアム）
- 謎解きはディナーのあとで スペシャル（2012年3月27日、フジテレビ） - 為永友江 役
- 世にも奇妙な物語（フジテレビ）
  - '12春の特別編 「試着室」（2012年4月12日） - 店員 役
  - '20秋の特別編「イマジナリーフレンド」（2020年11月14日） - 原田友里恵 役[12]
- Answer〜警視庁検証捜査官 第4話（2012年5月9日、テレビ朝日） - 川端美波 役
- 鍵のかかった部屋 Episode6（2012年5月21日、フジテレビ） - 畑山奈緒 役
- ビギナーズ! 第1話（2012年7月12日、TBS） - 立花理華子 役
- ほんとにあった怖い話 夏の特別編2012 「赤い爪」（2012年8月18日、フジテレビ） - 鈴木昌代 役
- トッカン 特別国税徴収官 第9話 - 最終話（2012年9月12日 - 19日、日本テレビ） - 唐川詠子 役
- 東京全力少女（2012年10月10日 - 12月19日、日本テレビ） - 佐伯さゆり 役
- 夜行観覧車（2013年1月18日 - 3月22日、TBS） - 田中晶子 役
- dinner 第6話（2013年2月17日、フジテレビ） - 中村弓子 役
- 鴨、京都へ行く。-老舗旅館の女将日記-（2013年4月9日 - 6月18日、フジテレビ） - 間山紗江 役
- スペシャルドラマ リーガル・ハイ（2013年4月13日、フジテレビ） - 小暮秀美 役
- 押忍!!ふんどし部!（2013年4月11日 - 7月4日、共同テレビ） - 理事長 役
  - 押忍!!ふんどし部! Season2〜南海怒濤篇〜（2014年1月3日 - 3月14日）
- ショムニ2013（2013年7月10日 - 9月18日、フジテレビ） - 福田益代 役
- こうのとりのゆりかご〜「赤ちゃんポスト」の6年間と救われた92の命の未来〜（2013年11月25日、TBS） - 及川綾子 役
- 全身編集長〜文豪から学ぶオトコの生き方〜（2013年11月27日、NHK BSプレミアム） - 小春 役
- "新参者"加賀恭一郎 「眠りの森」（2014年1月2日、TBS） - 中野妙子 役
- 夜のせんせい（2014年1月17日 - 3月21日、TBS） - 宗村真理 役
- MOZU（TBS / WOWOW） - 大杉恵子 役
  - Season1〜百舌の叫ぶ夜〜 第4話（2014年5月1日）
  - Season2〜幻の翼〜 第1話（2014年6月22日）
  - スピンオフ「大杉探偵事務所」（「美しき標的」2015年11月2日、TBS、「砕かれた過去」2015年11月15日、WOWOW）
- ゼロの真実〜監察医・松本真央〜 第5話（2014年8月14日、テレビ朝日） - 中里ふみ 役
- 孤独のグルメ Season4 第8話（2014年8月27日、テレビ東京） - 奥さん 役
- おやじの背中 第10話（2014年9月14日、TBS） - 妊婦 役
- ディア・シスター（2014年10月16日 - 12月18日、フジテレビ） - 上杉香織 役
- ドクターX〜外科医・大門未知子〜 第8話（2014年11月27日、テレビ朝日） - 八田和美 役
- 問題のあるレストラン 第3話・第7話（2015年1月29日・2月26日、フジテレビ） - 奏子 役
- 残念な夫。 第5話（2015年2月11日、フジテレビ） - 近藤江梨子 役
- 天使のナイフ 第4・5話（2015年2月15日・22日、WOWOWプライム） - 木村 役
- 戦力外捜査官 SPECIAL（2015年3月21日、日本テレビ） - 秋葉珠美 役
- テレビ朝日21世紀新人シナリオ大賞 化石の微笑み（2015年3月29日、テレビ朝日） - 中村雅恵 役
- ようこそ、わが家へ（2015年4月13日 - 6月15日、フジテレビ） - 下村民子 役
- Dr.倫太郎 第2話（2015年4月22日、日本テレビ） - 保阪むつみ 役
- ランチのアッコちゃん（2015年5月12日 - 6月30日、NHK BSプレミアム） - 清水公子 役
- HEAT（2015年7月7日 - 9月1日、関西テレビ） - 神戸恭子 役
- 表参道高校合唱部!（2015年7月17日 - 9月25日、TBS） - 香川美奈代 役
- BARレモン・ハート 第1話（2015年10月5日、BSフジ） - 女医 田村 役
- 遺産争族（2015年10月22日 - 12月17日、テレビ朝日） - 亀山まるみ 役[13]
- 44歳のチアリーダー!!（2015年12月20日、NHK BSプレミアム） - 小野寺真沙子 役[14]
- コントレール〜罪と恋〜（2016年4月15日 - 6月10日、NHK総合） - 田淵さゆみ 役
- 99.9-刑事専門弁護士- 第1話（2016年4月17日、TBS） - 塙望美 役
- 土曜ワイド劇場 家裁調査官・山ノ坊晃（2016年5月7日、テレビ朝日） - 山ノ坊京 役
  - 日曜ワイド 家裁調査官・山ノ坊晃（2017年7月9日）
- ガードセンター24　広域警備指令室（2016年9月16日、日本テレビ） - 港麻美子 役
- ハートロス 〜虹にふれたい女たち〜（2016年10月2日、CBC） - 成田舞 役
- 三人兄弟2（2016年10月18日 - 12月20日、メ〜テレ） - 中島里香 役
- メディカルチーム レディ・ダ・ヴィンチの診断 第1話（2016年10月11日、関西テレビ） - 増山美希 役
- 砂の塔〜知りすぎた隣人（2016年10月14日 - 12月16日、TBS） - 橋口梨乃 役
- 悦ちゃん〜昭和駄目パパ恋物語〜（2017年7月15日 - 9月16日、NHK総合） - 池辺藤子 役
- この声をきみに（2017年9月8日 - 11月17日、NHK総合） - 柏原喜巳子 役[15]
- テミスの剣（2017年9月27日、テレビ東京） - 渡瀬遼子 役[16]
- 黒い十人の秋山（2017年12月26日、テレビ東京） - 桐島ケイ 役
- スペシャルコント 志村けん in 探偵佐平60歳（2018年1月2日、NHK総合）
- 名古屋行き最終列車2018 第1話（2018年1月16日、メ〜テレ） - 加納由香 役
- もみ消して冬〜わが家の問題なかったことに〜 第9話（2018年3月10日、日本テレビ） - 吉田町子 役
- 花のち晴れ～花男 Next Season～（2018年4月17日 - 6月26日、TBS） - 馳美代子 役
- やけに弁の立つ弁護士が学校でほえる 第1話（2018年4月21日、NHK総合） - 水島真紀子 役
- 嫌われ監察官 音無一六（テレビ東京） - 溝呂木三花 役[17]
  - 第5作（2018年7月6日）
  - 第6作（2020年9月7日）
  - season1 第1話・第6話 - 最終話（2022年5月6日・6月10日 - 6月17日）
- ハゲタカ（2018年7月19日 - 9月6日、テレビ朝日） - 芝野亜希子 役
- グッド・ドクター 第6話（2018年8月16日、フジテレビ） - 鶴田皐月 役
- メ〜テレ開局55周年記念ドラマ 乱反射（2018年9月22日、テレビ朝日） - 羽鳥恵美 役
- プリティが多すぎる（2018年10月19日 - 12月21日、日本テレビ） - 三田村詩織 役[18]
- サイレント・ヴォイス 行動心理捜査官・楯岡絵麻 第3話（2018年10月20日、BSテレ東） - 手塚奈緒美 役
- コールドケース2 〜真実の扉〜 最終話（2018年12月15日、WOWOW） - 木村莉子の母 役
- 東野圭吾「ダイイング・アイ」（2019年3月16日 - 4月20日、WOWOW） - 小野千都子 役
- パーフェクトワールド（2019年4月16日 - 6月25日、カンテレ・フジテレビ系） - 川奈咲子 役
- 科捜研の女 SEASON19 第3話（2019年5月2日、テレビ朝日） - 越田由美子 役
- リーガル・ハート 〜いのちの再建弁護士〜 第3話（2019年8月5日、テレビ東京） - 波野愛子 役
- 磯野家の人々～20年後のサザエさん～（2019年11月24日、フジテレビ） - 波野タイコ 役
- トップナイフ-天才脳外科医の条件- 第1話（2020年1月11日、日本テレビ） - 宅間みどり 役
- 彼らを見ればわかること（2020年1月11日 - 2月29日、WOWOW） - 羽室南 役[19]
- 全身刑事（2020年2月2日、テレビ朝日） - 名瀬郁乃 役[20]
- 一億円のさようなら 第1話・第3話・第5話（2020年9月27日・10月11日・25日、NHK BSプレミアム・BS4K） - 加能美奈代 役
- バイプレイヤーズ 〜名脇役の森の100日間〜　第5話（2021年2月5日、テレビ東京） - 堀内敬子（本人） 役
- 青のSP―学校内警察・嶋田隆平― 第9話（2021年3月9日、関西テレビ・フジテレビ） - 相良律子 役
- IP〜サイバー捜査班（2021年7月1日 - 9月16日、テレビ朝日） - 川瀬七波 役[21]
- 二月の勝者-絶対合格の教室- 第2話（2021年10月23日、日本テレビ） - 加藤涼香 役
- スナック キズツキ 第8話・第9話（2021年11月27日・12月4日、テレビ東京） - 鈴木（南）裕子 役[22][23]
- 和田家の男たち 第5話（2021年11月19日、テレビ朝日） - 岸文子 役
- 大河ドラマ 鎌倉殿の13人（2022年、NHK総合） - 道（比企能員の妻）役[24]
- 月曜プレミア8 さすらい署長 風間昭平 15（2022年1月24日、テレビ東京） - 向井邦枝 役[25]
- 六本木クラス（2022年7月、テレビ朝日） - 麻宮英里子 役
- 特集ドラマ ももさんと7人のパパゲーノ（2022年8月20日、NHK総合） - 裕子 役[26]
- 我らがパラダイス（2023年1月8日 - 3月12日、NHK BSプレミアム・BS4K） - 細川邦子 役[27]
- 犬神家の一族（2023年4月22日・29日、NHK BSプレミアム・BS4K） - 犬神梅子 役[28]
- 転職の魔王様（2023年7月17日 - 9月25日、関西テレビ・フジテレビ） - 未谷朝子 役
- シッコウ!!〜犬と私と執行官〜 最終話（2023年9月12日、テレビ朝日） - 串木田克子 役[29]
- アオハライド Season1（2023年9月22日 - 11月10日、WOWOW） - 馬渕あかり 役[30]
- ノンレムの窓 2023・冬 第2話「れんあいそうかんず」（2023年12月25日、日本テレビ） - 山岸夏生 役[31]
- 万博の太陽（2024年3月24日、テレビ朝日） - 朝野陽子 役[32]
- VRおじさんの初恋（2024年4月1日 - 5月23日、NHK総合） - 佐々木瞳 役[33]
- 街並み照らすヤツら（2024年、日本テレビ）- 奈緒美 役[34]
- ドラマ9 D&D〜医者と刑事の捜査線〜 第6話（2024年11月22日、テレビ東京） - 日浦光江 / 瀬田真知子 役[35]
- 月9 119エマージェンシーコール（2025年1月13日 - 3月31日、フジテレビ） - 粕原春香 役[36]
- なんで私が神説教（2025年4月12日 - 6月14日、日本テレビ） - 麗美叶子 役[37][38]
- しあわせな結婚（2025年7月17日 - 、テレビ朝日） - 倉澤ちか 役[39]

### ウェブドラマ
- ミライさん（2018年9月8日 - 10月6日、LINE NEWS） - 今野イマコ 役
- Toshio-free-Wi-Fi（2024年12月2日 - 、YouTube） - チエ 役[40]

### 映画
- THE 有頂天ホテル（2006年1月14日、東宝） - 野間睦子 役
- フライング☆ラビッツ（2008年9月13日、東映） - 藤代敦子 役
- 旭山動物園物語 ペンギンが空をとぶ（2009年2月7日、角川映画） - 池内早苗 役
- 僕の初恋をキミに捧ぐ（2009年10月24日、東宝） - 鈴谷良美 役
- 犬とあなたの物語 いぬのえいが 「愛犬家をたずねて」（2011年1月22日、アスミック・エース） - 梨田さん 役
- サラリーマンNEO 劇場版（笑）（2011年11月3日、ショウゲート） - 桜木雅子 役
- 宇宙兄弟（2012年5月5日、東宝） - 権田原さくら 役
- スープ〜生まれ変わりの物語〜（2012年7月7日、東京テアトル）
- 映画 ひみつのアッコちゃん（2012年9月1日、松竹） - あつ子のママ 役
- 横道世之介（2013年2月23日、ショウゲート） - 与謝野佳織 役
- あぁ...閣議（2013年3月9日、テレビ朝日 / 吉本興業） - 後藤弘子 役[注釈 1]
- アゲイン 28年目の甲子園（2015年1月17日、東映） - 高橋夏子 役
- たまこちゃんとコックボー（2015年3月28日、DLE） - 星野雀子 役[41]
- 高台家の人々（2016年6月4日） - 阿部弓子
- 永い言い訳（2016年10月14日） - 大宮ゆき 役[42]
- 疾風ロンド（2016年11月26日、東映） - 折口真奈美 役
- 君と100回目の恋（2017年2月4日、アスミック・エース） - 日向圭子 役[43]
- 嘘八百（2018年1月5日、ギャガ） - 大原陽子 役
- 羊と鋼の森（2018年6月8日、東宝） - 北川みずき 役[44]
- 夜明け（2019年1月18日、マジックアワー） - 成田宏美 役
- バイプレイヤーズ 〜もしも100人の名脇役が映画を作ったら〜（2021年4月9日、イオンエンターテイメント） - 本人 役[45]
- 牛首村（2022年2月18日、東映） - 三澄風歌 役[46][47][48]
- 鋼の錬金術師シリーズ（ワーナー・ブラザース映画）
  - 鋼の錬金術師 完結編 復讐者スカー（2022年5月20日）[49]
  - 鋼の錬金術師 完結編 最後の錬成（2022年6月24日）[49]
- 湯道（2023年2月23日、東宝） - 山岡由希子 役[50]
- かなさんどー（2025年2月21日、パルコ） - 赤嶺町子 役[51][52]
- 秒速5センチメートル（2025年10月10日公開予定、東宝） - 田村四季子 役[53]

### 吹き替え
- メリー・ポピンズ リターンズ（2019年2月1日、ウォルト・ディズニー・ジャパン） - ジェーン・バンクス〈エミリー・モーティマー〉 役[54]

### 人形劇
- シャーロック ホームズ（2014年3月25日 - 27日、NHK総合） - ハドソン夫人 役[55]
  - シャーロック ホームズ年末SP「シャーロック ホームズ・アワード」（2014年12月28日、NHK教育） - 声の出演

### ラジオ
- SUNTORY SATURDAY WAITING BAR AVANTI（2007年1月27日・3月3日・2008年4月17日・2010年1月16日、エフエム東京）[注釈 2]

### バラエティ
- サラリーマンNEO（NHK総合）
  - season3（2008年4月6日 - 9月28日）
  - season4（2009年4月12日 - 9月27日）
  - season5（2010年4月8日 - 9月16日）
  - season6（2011年5月10日 - 9月27日）
  - TVマンNEO（2011年12月30日） - 須磨かおり 役
  - GOLD（2012年6月30日）
- 鶴瓶のスジナシ!（2011年9月6日、CBC）
- フルタ家の不思議なテレビ（NHK総合）
  - （2013年8月20日 - 21日）
  - （2013年9月23日）
  - お正月編（2014年1月2日 - 3日）
  - （2014年12月22日 - 23日）
  - （2015年 8月13日 - 14日）
  - （2015年12月24日 - 25日）
- スタジオパークからこんにちは（NHK総合） - 司会（不定期）
  - （2016年5月12日・6月9日・11月10日・11月21日）
- 笑×演（笑いの舞台に俳優参戦 真剣ネタ対決！笑×演SP）（2017年7月15日、テレビ朝日） - エントリー5 奥菜恵とのコンビ（「地獄のピエロ」役）
- あさイチ「ツイQ楽ワザ 脱マイナー食材！旬の山菜を楽しみつくす」（2022年4月19日、NHK総合）

### 教養番組
- ふしぎエンドレス 理科4年、理科6年（2018年4月10日 - 、NHK Eテレ） - 声の出演

### CM
- ナショナル IHクッキングヒーター
- ファイザー「希望」篇（2008年）
- ホクト ホクトプレミアム（2020年10月15日 - ） - 田中哲司と共演[56]
- 味の素冷凍食品 ギョーザ（2021年4月15日 - ） - 広瀬すずらと共演[57]

## 作品

### CD
- 劇団四季ミュージカル「アスペクツ・オブ・ラブ」作曲：アンドリュー・ロイド=ウェーバー、日本語台本：浅利慶太（1999年、ポリドール） POCP-7423
- 「OHダディー!」（「予期せぬ出逢い」・「いつもON YOUR SIDE」）作詞：福田陽一郎、作曲：三木たかし、編曲：神尾修、歌：川平慈英・堀内敬子（デュエット）（On Time） ONTIME-002
- 「ゴルフ・ザ・ミュージカル〜ゴルフなんて大嫌い!」作曲：マイケル・ロバーツ、日本語作詞：福島三郎（2006年、パルコ）
- 「大晦日に想う」 作曲：本間勇輔、作詞：三谷幸喜（「THE 有頂天ホテルサウンドトラック」 内）（2006年、ユニバーサルミュージック）
- 「HANEBUTON hiroshi&kei」（「HANEBUTON: Happy Tomorrow Version」・「HANEBUTON: Blue Night Version」）作詞：堀内敬子、作曲・ピアノ伴奏：荻野清子、歌：宮川浩・堀内敬子（デュエット）（2006年）
- 「コンフィダント・絆」（「知っているのは私だけ 」・「大丈夫ソング」） 作曲・演奏：荻野清子、作詞：三谷幸喜（2007年、パルコ）
- 「All I Ask of You」（「オペラ座の怪人」より）歌：今井清隆・堀内敬子（デュエット）(「HEAVEN'S VOICE」今井清隆内)（2007年）
- 「ザ・ヒットパレード〜ショウと私を愛した夫〜」歌：瀬戸カトリーヌ・堀内敬子（デュエット）（2007年、ビクター）

### 舞台のDVD（映画・テレビドラマのDVDは除く）
- 最悪な人生の為のガイドブック（2005年、パルコ）
- 12人の優しい日本人（2006年、パルコ）
- コンフィダント・絆（2007年、パルコ）
- ザ・ヒットパレード〜ショウと私を愛した夫〜（2007年、ビクター）
- 恐れを知らぬ川上音二郎一座（2008年、東宝ビデオ）
- W 〜ダブル（2011年3月、キューブ）
- ミュージカル Bitter days,Sweet nights（2012年12月、キューブ）

## 著書
- こけらおとし シアタークリエ開幕 三谷さん、ここまで語って大丈夫?（2007年12月31日、徳間書店）ISBN 978-4-19862-442-2

## 受賞歴
- 第33回 菊田一夫演劇賞
『コンフィダント・絆』及び『恐れを知らぬ川上音二郎一座』
- 第15回 読売演劇大賞 優秀女優賞
『コンフィダント・絆』